# Судієнко Михайло Йосипович
Судієнко Михайло Йосипович (1803 — 8 вересня 1874, Новгород-Сіверський) — чернігівський поміщик, історик і громадський діяч.

## Життєпис
Позашлюбний син Йосипа Судієнка, 1804 року був усиновлений, діставши всі дворянські права.
Впродовж 1811–1824 років навчався у Пажеському корпусі.
Впродовж 1824–1829 років перебував на військовій службі, мав нагороди за участь у російсько-турецькій війні.
У січні 1829 року вийшов у відставку і повернувся в Україну.
Новгород-Сіверський маршал дворянства (1835–1837 та 1838–1841), почесний куратор і меценат гімназій у Новгороді-Сіверському, Чернігові й Білій Церкві. 
У 1840-х роках переїхав до Києва. 1844 року був обраний почесним членом Комісії з розгляду давніх актів.
У 1848–1857 роках був головою Київської Археографічної Комісії, згодом членом Чернігівського губернського Комітету «по улучшению быта помещичьих крестьян» (1858–59), в якому займав ліберальну позицію. 
За станом здоров'я залишив справи, 1860 року виїздив за кордон на лікування.
У своєму маєтку Очкині мав велику бібліотеку й цінну збірку архівних матеріалів до історії Гетьманщини XVII — XVIII століть, яку спадкоємці подарували Київському університетові (нині в Інституті рукописів Національної бібліотеки України ім. Вернадського).
Помер у Новгороді-Сіверському.
Михайло Судієнко видав «Материалы для отечественной истории» (тт. І-II, 1853—1855) і «Черниговскаго Намѣстничества топографическое описаніе» Опанаса Шафонського (1851), брав участь у виданні Літопису Самійла Величка (1848—1855). Був близький до декабристських кіл (швагер декабристів О. Миклашевського й О. фон дер Бригена), приятель О. Пушкіна.